# یواس‌اس کی-۱ (اس‌اس-۳۲)
یواس‌اس کی-۱ (اس‌اس-۳۲) (به انگلیسی: USS K-1 (SS-32)) یک زیردریایی بود که طول آن 153 feet 7 inches بود. این زیردریایی در سال ۱۹۱۳ ساخته شد.